# Sashishi deda
Sashishi deda è un film del 2017 diretto da Ana Urushadze.